# Estación Brink
Brink es una parada de tranvía dentro de la ciudad de Amstelveen, Países Bajos. La parada da servicio a la línea de Tranvía 25. La línea 25, denominada Amsteltram antes de recibir su número de línea, se inauguró oficialmente el 13 de diciembre de 2020, extraoficialmente 4 días antes, el 9 de diciembre.
Brink fue anteriormente una parada de la línea 51 del metro, un servicio híbrido de metro/sneltram (tren ligero) que se inauguró en 1990.

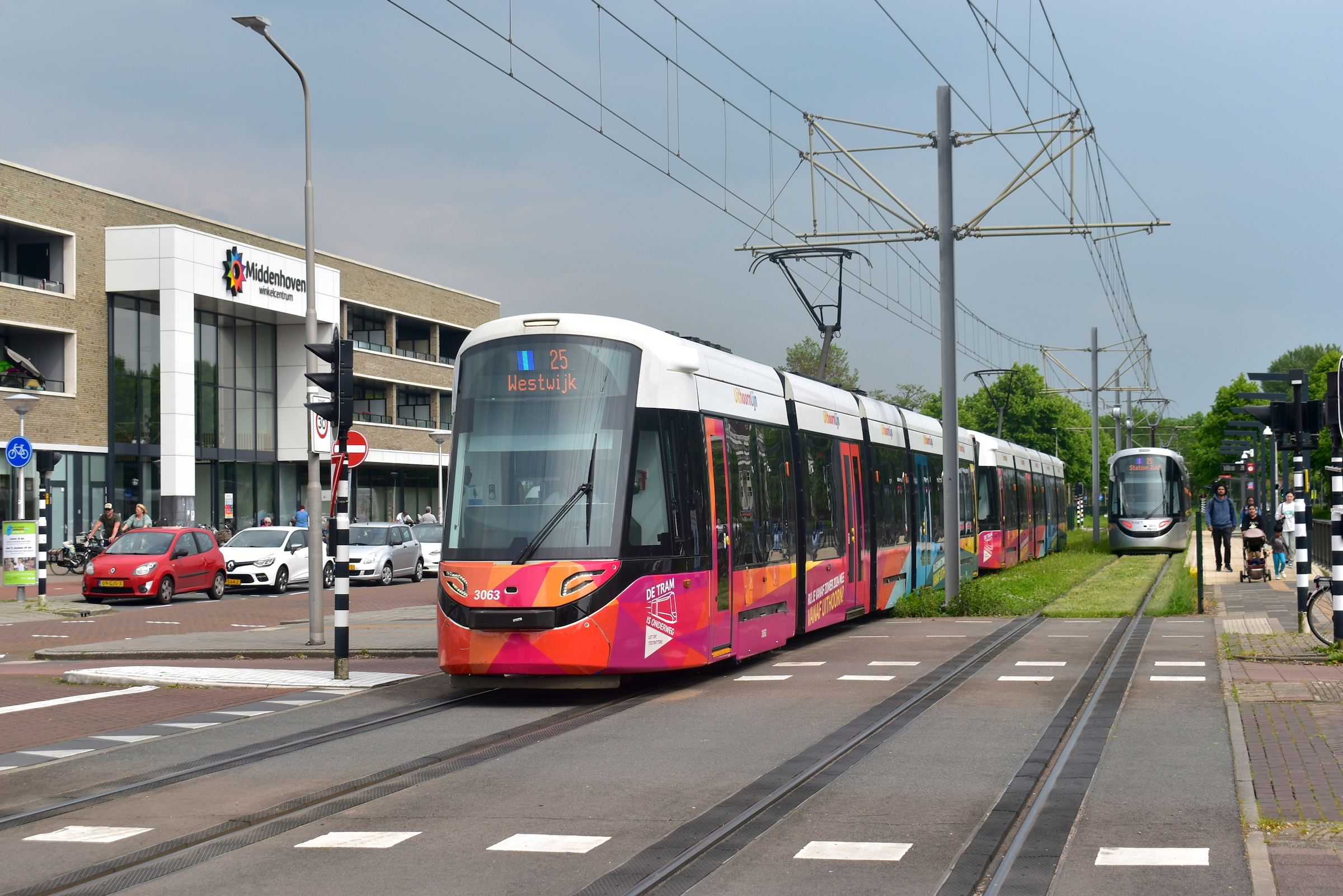
La parada en mayo de 2024

En los planes para la renovación de la línea Amstelveen, cuyas obras comenzaron en la primavera de 2019 y finalizaron en diciembre de 2020, se ha conservado la parada de Brink. Se han rebajado los andenes de la antigua parada del tren ligero.